# Zirbitzkogel
Zirbitzkogel este o arie protejată (arie de protecție specială avifaunistică — SPA) din Austria întinsă pe o suprafață de 2.312,59 ha, integral pe uscat.

## Localizare
Centrul sitului Zirbitzkogel este situat la coordonatele 47°03′24″N 14°34′26″E / 47.0566°N 14.5738°E.

## Înființare
Situl Zirbitzkogel a fost declarat arie de protecție specială avifaunistică în iulie 1998 pentru a proteja 21 de specii de animale.

## Biodiversitate
Situată în ecoregiunea alpină, aria protejată conține 8 habitate naturale: Pajiști alpine și boreale, Pajiști boreale și alpine pe substrat silicios, Liziere de ierburi înalte hidrofile de câmpie și de nivel montan până la alpin, Mlaștini turboase de tranziție și turbării mișcătoare, Grohotișuri silicioase de la nivelul montan până la nivelul zăpezii (Androsacetalia alpinae și Galeopsietalia ladani), Pante stâncoase silicioase cu vegetație casmofită, Roci stâncoase cu vegetație pionieră de Sedo-Scleranthion sau Sedo albi-Veronicion dillenii, Păduri alpine de Larix decidua și/sau Pinus cembra.
La baza desemnării sitului se află mai multe specii protejate:
- păsări (20): uliu porumbar (Accipiter gentilis), uliu păsărar (Accipiter nisus), ciocârlie-de-câmp (Alauda arvensis), fâsă de pădure (Anthus spinoletta), acvilă de munte (Aquila chrysaetos), buha (Bubo bubo), Charadrius morinellus, barză neagră (Ciconia nigra), mierla de apă (Cinclus cinclus), șoim călător (Falco peregrinus), șoimul rândunelelor (Falco subbuteo), vânturel roșu (Falco tinnunculus), becațină comună (Gallinago gallinago), Lagopus mutus helveticus, sfrâncioc roșiatic (Lanius collurio), mierlă de piatră (Monticola saxatilis), codobatură galbenă (Motacilla alba), viespar (Pernis apivorus), Prunella collaris, cocoșul de mesteacăn (Tetrao tetrix tetrix)
- pești (1): zglăvoacă (Cottus gobio)

Pe lângă speciile protejate, pe teritoriul sitului au mai fost identificate 5 specii de plante, 2 specii de mamifere, 4 specii de nevertebrate, 1 specie de pești.